# Последние дни Помпеи (фильм, 1950)
«Последние дни Помпеи» (итал. Gli ultimi giorni di Pompei) — черно-белая французско-итальянская историческая драма, поставленная Марселем Л’Эрбье «в сотрудничестве с» Паоло Моффа[прояснить], который также был режиссёром-постановщиком. Фильм является адаптацией романа Эдварда Бульвер-Литтона «Последние дни Помпеи». Фильм также известен под названием «Грехи Помпеи».

## Сюжет
В Помпеях, в 79 году нашей эры, Лисий, богатый молодой грек, похищает прекрасную Елену, ученицу Арбакса, зловещего верховного жреца Исиды. В отместку Арбакс заставляет Лисия выпить волшебное зелье, чтобы он влюбился в свою союзницу Юлию, но Лисий сходит с ума от напитка. Нидия, молодая рабыня, спасенная Лисием, подслушала заговор и обвиняет Арбакса в попытке убить своего хозяина. Арбакс убивает девушку, подозрение в убийстве падает на Лисия. Приговоренный к растерзанию львами на арене, Лисий избегает наказания только тогда, когда извержение Везувия вызывает панику в городе, и он уводит Елену в безопасное место.

## В ролях
- Мишлин Прель в роли Елены
- Жорж Маршаль в роли Лисия
- Марсель Эрран в роли Арбаса
- Жак Катлен в роли Клавдия
- Адриана Бенетти в роли Нидии
- Лор Алекс, в роли Юлии
- Камилло Пилотто в роли Диомеда
- Антонио Пьерфедеричи в роли Олинто
- Гульельмо Барнабо в роли Панзы
- Ален Керси в роли Лепида

## Производство
Основные съёмки проходили летом 1948 года на студии Cinecittà в Риме. Сцены в амфитеатре снимались на Арене ди Верона. Однако производство было прервано почти на год и завершено в студии GTC в Жуанвиле / Сен-Морис в 1949 году. Фильм был выпущен во Франции и Италии в 1950 году.
В фильме сюжет романа Литтона значительно упрощён, имена нескольких героев изменены: Главк стал Лисием, а Иона стала Еленой; Нидия стала жертвой Арбакса, а не агентом его поражения.
В фильме задействованы декорации и костюмы Альдо Томмазини и Веньеро Коласанти, спецэффекты Б. де Кербле. Вторым режиссёром фильм был Лучио Фульчи.
Марсель Л’Эрбье подошёл к проекту как к одному из «хроникальных фильмов» («снятых историй»), которым отдавал предпочтение в течение предыдущего десятилетия, делая определённый акцент на документальных аспектах повседневной жизни, которые были сохранены в Помпеях. Первоначально он обратился к Альберу Камю с просьбой написать диалог (имея в виду пьесу последнего «Калигула»), но в итоге эту задачу взял на себя Александр Арну. Впоследствии Л’Эрбье признавал неоднозначность получившегося результата, несмотря на сильный актёрский состав и роскошные декорации.